# Fundadores
Fundadores är ett jamaicanskt cigarrmärke tillverkat av Barrington House. Dessa cigarrer är medelstarka och handgjorda.